# Deutscher Herold (Postanstalt)
Die Frankfurter Privatbrief-Beförderungs-Anstalt Deutscher Herold nahm am 1. Februar 1896 ihren Betrieb auf. Sie besaß eigene rote Holzbriefkästen, die bis zu viermal am Tag geleert wurden. Betreiber waren der Görlitzer Ewald Göldner und sein vorheriger Partner Hartmann oder danach an seiner Stelle Arwin Lange. Das Porto war günstiger, als bei der Reichspost. Briefe bis zu 250 Gramm kosteten drei Pfennige. Dafür gaben sie eigene Steindruck-Briefmarken heraus. Die auf gelbem Grund blau gedruckten Marken trugen die Aufschriften „D. Herold“, „Frankfurt A/O.“, „Briefbeförderung“ und die „3“ für das Porto. Briefe wurden vor der unmittelbaren Zustellung mit einem Doppelkreisstempel mit Brücke, aber ohne Datum entwertet. Der Deutsche Herold übernahm auch Waren, Pakete und Zeitungen. Schon bevor die staatliche Post ab 1. April 1900 den Ortsbriefverkehr generell wieder übernahm, beendete der letzte Inhaber, der Musiker und Autor O. Herrmann, das Geschäft. Ein Polizeibericht vom 18. November 1899 vermerkte, dass die Briefkästen der Anstalt von der Behörde entfernt wurden.